# ゆりーと
ゆりーとはスポーツ祭東京2013（第68回国民体育大会・第13回全国障害者スポーツ大会）のマスコットキャラクター。東京都民の鳥「ユリカモメ」をモチーフにしている。岡山県の安達紘司がデザインした。国体終了後は東京都スポーツ推進大使となった。

## 歴史
- 2009年11月16日 東京都がマスコットキャラクターのデザインの募集を開始。
- 2010年7月29日 東京都がマスコットキャラクターのデザインを決定。
- 2010年7月31日 東京都がマスコットキャラクターの名称の募集を開始。
- 2010年12月16日 東京都がマスコットキャラクターの名称を決定。
- 2011年12月22日 ゆりーとをイメージしたダンスソング『ゆりーとダンス ニッコリ・ファイト!』を発表。作詞・作曲・振付は濱田“Peco”美和子。[3]
- 2012年5月14日 『ゆりーとダンス ニッコリ・ファイト!』の盆踊りバージョン『ゆりーと音頭』を発表。
- 2012年6月12日 スポーツ祭東京2013オフィシャルサイト内で『ゆりーとストーリー』公開開始。このストーリーはスポーツの楽しさ、東京の魅力を紹介し第1話から不定期に順次公開している。
- 2013年10月10日 大会終了後も活躍してほしいと都民から要望があり、東京都や都の区市町村でスポーツ全般を広く普及するための活動を行う、「スポーツ推進大使」に就任。[4][5]

## エピソード
- 2011年・2012年1月6日に東京ビッグサイトで東京消防出初式にゆりーとが登場し東京消防庁のマスコット『キュータ』と一緒に場内をより一層盛り上げた[6][7]。
- 2011年以降、東京都や都の区市町村が主催するスポーツのイベントに多数参加しており記念撮影をするなどステージなどに参加した。
  - 最近ではゆりーとの着ぐるみが3体以上出てくることが都内のスポーツのイベントなどに増加しており東京ゲートブリッジの完成イベントをはじめとして[8]、東京マラソン2012のPR[9]、第5回味の素スタジアム感謝デー[10]などに出現するようになった。
- これまで2回も大島町・伊豆大島に訪問しており2011年6月11日には大島町で開催された『TOKYOアイランドシリーズ 第23回伊豆大島トライアスロン大会』の応援に駆けつけており[11]、8月13日・14日には『伊豆大島夏まつり』でスポーツ祭東京2013のPRをし[12]、2012年1月29日には『第57回伊豆大島椿まつり』のオープニングパレードに参加した[13]。
- 東京都スポーツ推進大使就任以降の2014年からはゆりーとの名を冠したスポーツ大会が行われており、例として「ゆりーと杯」やサッカー大会のひとつである東京都地域トレセンU-13交流大会の通称として「ゆりーとカップ」が使われている。

## テレビ出演
- NHK Eテレで放送中の子供番組『大!天才てれびくん』2013年5月21日放送分の『スクープ野郎Uチーム #7 〜誰でもたったの1日で足が速くなる〜の巻』で陸上競技の元400mハードル選手・為末大と共演して出演した。このコーナーのナビゲーターを務めるてれび戦士の3名と共に足は速くなるのかという内容だった[14]。
- TOKYO MXで新型コロナウイルスの影響で小学校休校を余儀なくされた小学生向けにおうち時間を有効活用する形で支援する期間限定番組『TOKYO おはようスクール』2020年5月19日放送分に出演[15]。2022年北京オリンピックを宣伝する形で出演した[16]。